# Belcastro
Belcastro est une commune italienne de la province de Catanzaro dans la région Calabre en Italie.

## Administration
| Période                                  | Période | Identité | Étiquette | Qualité |
| ---------------------------------------- | ------- | -------- | --------- | ------- |
|                                          |         |          |           |         |
| Les données manquantes sont à compléter. |         |          |           |         |

### Hameaux
Belcastro Marina (Fieri di Belcastro, Condoleo et Magliacane) et Acquavona.

### Communes limitrophes
Andali, Botricello, Cerva, Cutro, Marcedusa, Mesoraca, Petronà